# The Last Time I Saw Richard (film)
The Last Time I Saw Richard è un cortometraggio del 2014 diretto da Nicholas Verso.

## Trama
Nel 1995 in una clinica per adolescenti con problemi mentali, il solitario Jonah si ritrova a condividere la stanza con Richard, un nuovo paziente. I due diventano amici intimi, legati da una minaccia reciproca: Gli Oscuri.

## Distribuzione
Il cortometraggio è contenuto nel film antologico Boys On Film 11: We Are Animals (2014).

## Sequel
Nel 2016 il regista ha realizzato un sequel del cortometraggio intitolato Boys in the Trees.

## Riconoscimenti
- 2014 - Melbourne Queer Film Festival
  - Emerging Filmmaker Award for Best Australian Short Queer Film
- 2014 - AACTA Award
  - Miglior cortometraggio